# Might & Magic Heroes VI
Might & Magic Heroes VI (někdy označováno jako Heroes VI nebo HoMM6) je šestým pokračováním slavné počítačové fantasy herní série Heroes of Might and Magic. Vydavatelem je francouzský Ubisoft. Hra vyšla 14. října 2011, obsahuje českou lokalizací (titulky).

## Informace o hře
Hra běží v plně trojrozměrném grafickém enginu. Hru je možné hrát za celkem pět ras: Azyl, Nekropoli, Peklo, Svatyně a Tvrz. Odehrává se ve světě Ashan, tak jako Heroes V. Obtížnost hry je možné nastavit na tři úrovně (snadná, normální, těžká). Suroviny nezůstávají stejné jako v předchozích dílech, tentokrát jsou jen tři – dřevo, ruda a krystaly (dříve byly navíc ještě drahokamy, rtuť a síra). Populace se ve městech a příbytcích na mapě dobrodružství doplňuje jednou týdně a každou jednotku lze trénovat ze základní verze na vylepšenou.
Hrdinové se mohou zúčastnit bitev podobně jako v minulém díle (Heroes V), když je na tahu může sesílat kouzla, nebo zaútočit na nepřátelské jednotky. Hrdinu nelze zabít.
V bitvě jsou na bitevním poli použity čtvercová políčka (12x16 v bitvě v terénu), v Heroes I – IV byly šestiúhelníkové, v Heroes V byly taktéž čtvercová. Na střídání jednotek má opět vliv i iniciativa, podobně jako v Heroes V. Bitvu nadále ovlivňují štěstí a morálka armád a jednotek v nich. Když má jednotka štěstí, zdvojnásobuje škody, které způsobuje nepřátelům. Má-li jednotka smůlu, jsou škody poloviční. Je-li jednotka pod vlivem kladné morálky, zvýší se jí pro následující tah iniciativa, zatímco pod vlivem záporné morálky se jí pro tento tah iniciativa sníží a dostane se na řadu až později.
Velkou novinkou jsou hranice území, na minimapě jsou zobrazeny barevně. V nepřátelském území není možné přebrat doly, či jiné podpůrné budovy, lze je obsadit jen dočasně, tak že u nich hlídá hrdina, poté co hrdina odchází je kontrola ztracena. K zabrání nepřátelského území je nutné dobýt buď město, nebo pevnost. Pevnost lze také konvertovat a zvyšuje nárůst vojska. Po dobytí hradu, či pevnosti, hráč automaticky ovládá celé území a nehlídané doly jsou přebrány automaticky.

## Rasy
Ve hře je celkem pět ras: Azyl, Svatyně, Tvrz, Nekropole, Peklo a Temní Elfové (DLC Odstíny Temnoty). V každém městě každé rasy je možné najmout hrdin(k)u a jednotky, rozdělené do sedmi úrovní. Města je možné i konvertovat na domovské město a mít tak stejné jednotky. Hrdinové se také mohou snadno a poměrně brzy teleportovat mezi městy, pokud je postavena stavba městský portál, teleportace spotřebuje část hrdinova tahu.

### Azyl
Označováni také jako „rytíři světla“, jedná se o feudální teokratickou Svatou říši chráněnou středověkými rytíři a mnichy, kteří mají přístup k magii Světla a elitním „andělským" vojákům. Azyl byl inspirován Středověkou západní Evropou (atmosféra a vzhled), Imperiálním Římem (koncept „Pax Romana"), Řádem templářů (smysl pro náboženská poslání), Viktoriánskou Anglií (puritánská povaha a striktní třídní společnost).
- Symboly Azylu jsou „sluneční kříž", slunce, sokol, meč; Barvy Azylu jsou světle modrá, bílá a zlatá
- Uctívají: Elrath, Drak Světla, a jeho první služebníci – Andělé
- Magie: výhradně se spoléhá na Světlo, „svatou" magii Elratha a jeho ideálů Pravdy, Spravedlnosti a Čistoty.

#### Strategie Azylu
Hlavní strategií hrdinů Azylu je schopnosti stvoření zkombinovaná v Slabost, která absorbuje a přesměrovává nepřátelské útoky, společně léčí utrpěná poškození a oplácí údery.
- Silné stránky: Hromadná posílení a léčivé schopnosti, dočasná úplná imunita (rasová dovednosti), odolné jednotky, vysoká morálka, vysoké poškození při odvetě.
- Slabé stránky: Omezená obrana proti střelcům, nízké poškození
- Rasová dovednost: Strážný anděl – spřátelená skupina bojovníku se stane imunní vůči poškození a nemocem.

#### Jednotky Azylu
- Ochránce/Pretorián – Jsou zavázáni přísahou chránit své spolubojovníky svými masivními štíty a pokud bude třeba, i svými životy. Když se jedná o jejich vlastní bezpečí, spoléhají však výhradně na svou víru.
- Střelec/Kušník – Střelecká jednotka, kušník střelou zraní i bojovníky, kteří postávají v dráze střely, i spřátelené.
- Sestra/Řeholnice – Sestry Elratha jsou oddány víře v draka Světla. Vyvoleny pro svá spirituální nadání, zasvětily tyto ženy svůj život tomu, aby přinášely světlo a teplo všem potřebným lidem. Jsou schopny léčit spřátelené jednotky.
- Gryf/Císařský gryf – Gryfové byli vytvořeni v době mýtů samovolným magickým spojením lvů a orlů. Praví se, že tento vznešený druh vznikl, když jeden soucitný orel zachránil lva unášeného proudem jedné z těchto dračích žil. Gryf je pochopitelně letec.
- Jezdec slunce (úsvitu)/Křižák slunce (úsvitu) – Jde o rytíře ve svaté říši, které shledá sám Elrath hodnými.
- Zářící sláva/Žhnoucí sláva – Spirituální sféra, Elrathova domovská říše, je naplněna různými elementály světla. Jen někteří z nich jsou však vybráni Drakem světla k plnění vyšších cílů.
- Serafín/Celestián – Andělé Elrathovy vyslanci a úderná síla na povrchu Ashanu. Poprvé se objevili záhy po založení Sokolí říše. Jejich skutečný původ je záhadou, ale jejich oddanost Elrathovi je nezpochybnitelná. V boji se ohání svými dvěma meči, Spravedlností a Slitováním.

### Nekropole
Také známi jako: Nekromanti, Nemrtví. Ze začátku byli nekromanti malou sektou mezi mágy, ale rozrostli se v mocný národ. Vzývají „Smrt", jeden z mnoha směrů Ashy. Jejich interpretace nejtemnější z Ashiných podob je fanatická, zdůrazňuje smrt samotnou a blahořečí stav neživý, kterého všichni nekromanti chtějí dosáhnout. Nekromanti studují magii Smrti za účelem nabytí věčnosti. Nekropole je inspirována: Starověkým Egyptem (Kniha mrtvých), Buddhismem (Askeze a odmítání světa smrtelných jako pomíjivý a neskutečný).
- Symboly a barvy: Pavouk smrti, číslo osm vertikálně (symbolizuje Ashu jako vládkyni času -přesýpací hodiny) nebo horizontálně (Asha jako vládkyně vesmíru – nekonečno); barva: černá, bílá a světélkující zelená
- Víra: Nekromanti vzývají v pokřivené podobě Ashu, prvotního Draka Řádu, v její podobě aspektu „Smrti"
- Magie – Vládci smrti se zaměřují na ničivou stránku magie. Velkou zálibu mají v magii řádu a v Nekromancii. Většina jejích kouzel se zaměřuje na rozkládání těla a ovládání duše.

#### Strategie Nekropole
Hrdinové nekropole by měli hrát na čas, postupně oslabovat své nepřátele a vracet do hry mrtvé jednotky do doby, než si vytvoří neporazitelnou armádu.
- Silné stránky: Oslabující a dlouhodobě zraňující kouzla, znemožňování nepříteli se léčit a křísit, odolné jednotky, absence Morálky (Nemrtví).
- Slabé stránky: Nízká pohyblivost, nízké zranění, omezená podpora jednotek.
- Rasová dovednost: Nekromancie – živá nebo nemrtvá jednotka, která padne na bojišti, se započítá do specifického měřidla. Nekromant může použít toto měřidlo na posílení vlastních řad.

#### Jednotky Nekropole
- Kostlivec/Kostlivý legionář (Kostěný strážce) – Kostlivci nejsou nic víc než nemrtvá, rozkládající se těla oživená vůlí Nekromanta.
- Ghůl/Mrtvolný Ghůl – Ghůlové jsou nenasytné duše mrtvých, uvězněné pomocí magie do mrtvých těl. Jsou to zmučené bytosti naplněné nenávistí ke všemu živému.
- Duch/Přízrak – Po své smrti se děti dračích bohů vydávají v podobě duší vstříc měsíci, aby pod ochranou rukou Ashy splynuly s věčností. Nicméně, některé děsivé okolnosti mohou zapříčinit vznik Ducha, duše svázané s hmotným světem silnou negativní emocí.
- Lich/Arcilich – Vysoce postaveným Nekromantům, kněží pavoučí bohyně, je podán život prodlužující elixír získaný z jedu jejích posvátných pavouků, který musí přidat do svého jídla. Tato „léčebná kúra“ je změní v Asakkuy v Lichy.
- Rytíř upírů/Pán upírů – Lichové mohou podstoupit bolestivý rituál, na jehož konci získají omlazené tělo zbaveno všech vad a stanou se upíry.
- Hnijící Lamasu /Rozkládající se Lamasu – Lamasu (Sfingy) jsou výsledkem nezdařeného pokusu Mágů o vytvoření dokonalé bestiální rasy umělým spojením člověka (většinou otroka či zločince) a magické bytosti (v tomto případě Mantikory).
- Přadlena osudu/Splétačka osudu – Přadlena osudu je ztělesnění Pavoučí bohyně, skutečně božským obrazem Ashina aspektu smrti.

### Peklo
Také známi jako: Démoni, nebo Vládci chaosu. Démoni jsou ztělesněním Chaosu. Věří, že jediná smysluplná hodnota je absolutní svoboda jedince, a proto nemají potřebu zdůvodňovat své jednání. Zabíjí jen proto, že mohou nebo chtějí. Peklo je inspirováno Řeckými Deanedeny a Bachantony (šílení vyznavači řeckého boha Dionýsa), Dekadentní Starověký Řím (Nero, Caligula, Heliogabela...) Kartágští a Aztéčtí kněží.
- Symboly: Uroboros (had požírající svůj vlastní ocas), unikursální hexagram (hexagram vepsaný jedním tahem do kruhu), Spirála chaosu; barva červená a černá
- Víra: Vzývají svého stvořitele – Urgashe, prvotního Draka Chaosu
- Magie – je odvozena z čistého Chaosu a ničivá už samotnou svou podstatou. Obecně mají démoni nadání využít tu nejtemnější stránku všech druhů magie.

#### Strategie Pekla
Pomocí bran si mohou přivolat posily, Hrdinové Pekla by se obecně měly zaměřit na to, jak co nejrychleji způsobit co nejvíce zranění na co největší ploše, „hromadné“ ofenzivní schopnosti, eliminace nepřátelských podpor a taktiky a na postradatelné posily, které jsou zcela zadarmo.
- Silné stránky: Nejsilnější útočná magie, dobrá pohyblivost, jednotky pro boj zblízka jsou jak odolné, tak nebezpečné. Mohou ovládat Chaos ve svůj prospěch.
- Slabé stránky: Žádné schopnosti na podporu jednotek, nízká morálka.
- Rasová dovednost: Brána (Jednotky démonů si mohou dočasně přivolat na bojiště posily svého druhu, po bitvě zmizí.)

#### Jednotky Pekla
- Šílenec/Nespoutaný – Šílenci jsou zplozenci Ur-Vormocha, Vládce šílenství.
- Pekelný pes/Kerberos – Kerbeři jsou služebníci Vládce nenasytnosti. Tito dvouhlaví, oheň plivající mastifové předčí svou velikostí, rychlostí a zuřivostí i Šavlozubé tygry nebo Strašlivé vlky.
- Sukuba/Lilin – Některé z dětí Ashy (lidé, elfové, trpaslíci a jiní), které se zaslíbily Urgashovi a Vládcům Sheoghu, jsou po své smrti znovuzrozeni v podobě Inkubů (mužská podoba) a Sukub (Ženská podoba). Jde o střeleckou jednotku
- Ničitel/Plenitel – Ničitelé jsou služebníci Vládce zkázy. Lze je jednoduše rozpoznat podle jejich obrovských rohů a čedičem pokrytých kopyt a pěstí.
- Mučitel/Trhač – Mučitelé jsou přisluhovači Ur-Traggala, Vládce bolesti.
- Plodince/Matka běsů – Plodnice jsou výsledkem Urgashova přetváření hmoty, zejména pak touha pohlcovat manu a touha zahltit Ashu hromadou bytostí oddaných moci Chaosu.
- Pekelný sluha/Pekelný pán – Urgash, Dračí bůh chaosu, potrestán a uvězněn, je sžírán nenávistí vůči Ashe a všem jejím stvořením. Ur-Haazheel, Vládce hněvu, je zosobnění této nekonečné nenávisti.

### Svatyně
Hashima je feudální stát rozdělený pomocí chrámů, které se nacházejí všude tam, kde je zdroj vody nebo jsou vodní plochy. Všichni, ať válečníci či mnichové, sedláci či básníci, věří v Shalassu, Dračí bohyni vody, která jim dává magickou moc založenou na tomto živlu. Životním cílem nag je sebezdokonalování a očištění. Nezáleží na tom, zdali se jedná o osobní život nebo řemeslo, snaží se dosáhnout těch nejvyšších ideálů svých pánů a legend z dávných dob.
Vládkyní Hashimi je Věčná císařovna, která drží svou moc už několik set let.
Svatyně je inspirována učení Zenu, bojové umění Dálného východu, japonskými válečníky za éry Sengoku, čínskými šaolinskými mnichy a indickou mytologií.
- Víra: Shalassa, Dračí bohyně vody
- Symbol: lotos s osmi korunními plátky

#### Strategie Svatyně
Veškeré své úsilí by se mělo zaměřit na jednu útočící jednotku, která se může stát i nejlepší jednotkou pro boj muž proti muži ve hře.
- Silné stránky: Velmi silné aktivovatelné bonusy a schopnosti pro ovlivnění rozmístění nepřátel, vyvážené jednotky (útok/obrana, žádná fyzická slabost).
- Slabé stránky: Omezené střelecké schopnosti, žádné útočné schopnosti s okamžitým účinkem, velmi omezené léčení, drahé jednotky.
- Rasová dovednost: Čest (Poskytuje všeobecný obranný bonus)

#### Jednotky Svatyně
- Kappa/Kappa Shoay – Často popisováni jako kříženci žáby a želvy, ve skutečnosti jsou Kappa nižšími duchy vody napojení na jezera a řeky.
- Žraločí stráž/Wamizame – Jsou výsledkem experimentů jednoho mága, který vytvořil hybridní bytost skloubením člověka a žraloka.
- Korálová kněžka/Perlová kněžka – Korálové kněžky plní v řadách nag funkci léčitelek a diplomatek. Mají takřka lidskou tvář, ale jejich nejvýraznějším znakem je, že jejich vlasy jsou tvořeny z živých hadů (obdoba Medúzy z mytologie). Jednotka je střelec.
- Víla pramenů/Mizu-Kami – Víly pramenů jsou vyšší duchové vody napojení na ty nejčistší vody. Proto jsou k nalezení u pramenů a vodopádů, které mají nejblíže k žilám a uzlům Vodního draka.
- Sněžná panna/Yuki-onna – Sněžné panny jsou vyšší duchové vody napojení na zmrzlý aspekt vody (led a sníh). Po staletí žily s Nagami v harmonickém souznění izolavány ve svých horských útočištích.
- Kenshi/Kensei – Tito ctihodní a mocní válečníci jsou jedni z Hlubinných nag. Jejich výraznými prvky jsou temné šupiny a tváře, které se spíše než lidem podobají ještěrům. Jejich domovem jsou podmořská města na dně Nefritového moře.
- Kirin/Posvátný kirin – Kirini jsou mocní vodní duchové napojení na nejsvatější vody ve všech jejich podobách (déšť, krupobití, mraky, pára, mlha...). V nagské kultuře je Kirin nositelem moudrosti a voličem vládců.

### Tvrz
Kočovné kmeny barbarských skřetů jsou hrdí přeživší rozdělení dlouhým pronásledováním. V době prvního zatmění mágové ze Sedmi měst prováděli pokusy se zakázanou magii. Vpravením démonické krve do lidských zločinců byla stvořena „zmutovaná“ rasa úderných jednotek – skřetů. Tito vzdálení příbuzní démonů byli od narození trénováni k tomu, aby se stali jejich konečnou zhoubou.
- Víra: Přestože skřeti nemají žádného boha, jejich šamani vzdávají poctu „Matce Zemi“ a „Otci nebes“, dvěma mocným duchům, se kterými se setkávají při své pouti do „Světa snů“.

#### Strategie Tvrze
S lehkou zbrojí a těžkými zbraněmi se skřeti vrhají vstříc nepříteli spoléhajíc na to, že svým počtem, rychlostí, zuřivostí a odolností prorazí nepřátelskou formaci bez větších ztrát ve vlastních řadách. Jsou přirozeně odolní vůči magii, především pak té, kterou ovládají jejich pekelní příbuzní (oheň, ovládnutí, iluze...).
- Silné stránky: Velké přímé poškozené, vysoká pohyblivost, odolnost vůči magii.
- Slabé stránky: Chabé podpůrné dovednosti, omezená taktičnost.
- Rasová dovednost: Krvavá zuřivost (přidá iniciativu)

#### Jednotky Tvrze
- Goblin/Goblin lovec – Goblini jsou „zdegenerovaní“ skřeti, kteří byli původně jen „nezdařenými“ pokusy ve skřetím experimentu. Byli stvořeni z krve nižších démonů, převážně z běsů.
- Harpie/Fúrie – Harpie jsou napůl lidé a napůl ptáci, kteří původně plnili funkci zvědů, poslů či přepadových jednotek v armádách mágů.
- Bijec/Drtič – Bijci tvoří přední linie skřetích hord.
- Kentaur/Kentaur nájezdník – Kentauři jsou stejně jako Harpie netvoři, stvořeni mágy ze Sedmi měst. Kentauři jsou napůl lidé, napůl koně a ovládají luk.
- Jaguáří válečník/Panteří válečník – Mezi skřety z ostrovů Pao jsou Jaguáří válečníci elitními berserkry.
- Poutník snů/Plenitel snů – Poutníci snů jsou hlasem kmenových předků. Aby se šaman mohl stát Poutníkem snů, musí podstoupit snovou pouť do Světa Duchů, aby se setkal s duchy svých předků.
- Kyklop/Zuřivý kyklop – Kyklopové jsou v podstatě opakem goblinů. Stejně jako goblini, byli i oni nezdařeným pokusem při vytváření skřetů, a to z důvodu, že byli stvořeni z krve mocných démonů. Démonická část jejich krve nad nimi převzala kontrolu a udělala z nich příšerné obry, s tělem a myslí pokřivenými pod návalem chaosu.

### Temní elfové ("Odstíny temnoty")

#### Jednotky Temných elfů
- Asasín/ Stín – Asasín je jako stín Malassy. Stejně jako lesního elfa nejde zahlédnout v lese, je Vrah neviditelný v podzemí. Asasín je většinou oblečený v černém, a jeho oblíbenou zbraní je pár ostře nabroušených zubatých dýk, Stínovi čepele jsou navíc otráveny jedem.
- Stopařka/Čakramová tanečnice – Stopařka je typickou temnou elfkou. Útočí diskem, který je v soubojích na krátkou vzdálenost smrtící a dokáže zasáhnout několik cílů najednou.
- Stínový predátor/Stínový strážce – tyto bytosti rodí z Malassiných temných křídel, a poté se vydávají na toulky do hlubin podzemí. Ti nešťastníci, na které padne jejich pohled, uvidí své nejhorší noční můry.
- Minotaur/Minotauří strážce – Karmínovými čaroději z Al-Rubit nabídli v diplomatickém gestu tisíc věrných Minotaurů jako dar temným elfů.
- Mantichora/Škorpikora – Mantichora je magickou bytostí, která vznikla během Mytického věku. Na mantichoře jsou vidět rysy rozličných zvířat: lva, netopýra, škorpióna. Mantichora je proslulá svým otráveným ostnem.
- Zrůda bez tváře (Faceless) – Zrůdy bez tváře jsou nejzáhadnějšími a nejméně známými následovníky dračích bohů. Ví se o nich jen velice málo, snad jen to, že jsou opředeni stíny a záhadami.
- Stínový drak/Černý drak – Legendární Černí draci jsou nejvyšší formou, které může Stínový drak dosáhnout. Malassiny oči na jejich křídlech jsou nahrazeny neustále se měnícími spletitými vzory světla připomínající galaxie, které se ztrácí v nekonečné temnotě vesmíru.

## Kampaň
Novinkou, oproti předchozím dílům, je také zavedení morálky. Hrdina si v průběhu kampaně několikrát musí zvolit buď cestu slz (dobro), nebo cestu krve (zlo), volba morálky mírně ovlivní průběh hry.

### Hlavní hrdinové
- Vévoda Slava (Azyl) – byl po smrti svého otce byl vychováván tetou, nekromantkou Sveltanou, vyrostl ze Slavy unáhlený přesto dobrosrdečný mladý muž. Když dosáhl zletilosti, obdržel titul Vévoda z Gryfa.Byl zabit svou dcerou Anastázií která byla ovládána temnou magií.
- Anastasya (Nekropole) – je nejmladší dcerou vévody Slavy a vévodkyně Cate z Gryfa a také dvojče Kirila, s nímž ji váže hluboké pouto navzdory dlouhému vzájemnému odloučení. Zavraždila svého otce, a tak byla předvolána před Svatou inkvizici a svým bratrem Antonem popravena. Těchto bezútěšných událostí si začíná být vědoma až poté, co ji vzkřísí jako jednu z Neživých její prateta Sveltana. Poté se snaží očistit své jméno a zjistit, kdo a jak s ní manipuloval.
- Anton (Azyl) – První dítě manželského původu vévody Slavy a vévodkyně Cate z Gryfa. Během dětství si Anton užíval všech těch privilegií – a obětí -, jež jeho pozice vyžaduje. Byl vzdělán v náboženství, politice, vůdcovství a boji, a tak z Antona měl být dědicem Gryfího vévodství a stal se samotným vévodou. Nedávno korunovaný vévoda, vědouc, že už nevyřeší své spory s otcem, je velmi rozhněvaný a pomstychtivý.
- Irina (Svatyně) – nejstarší dcera vévody Slavy a vévodkyně Cate z Gryfa, si dobře rozuměla se svým neklidným nevlastním bratrem, Sandorem, a těšila se z toho nejširšího možného vzdělání. Nakonec přesvědčila i skřeta Kraala, velitele vojsk rodu Gryfů, aby ji učil zákonům divočiny a umění válečnictví. Násilním byla zasnoubena s Gerhartem, vévodou z Vlka. O svatební noci ji znásilnil a Irina ho vážně zranila. Byla vězněna v kobkách Vlka, potom ji osvobodil Sandor a oba utekli na jihovýchodní ostrovy v Nefritovém moři. Irina uvázla v srdci území Nag a chce se pomstít Gerhartovi a Svatému císaři samotnému.
- Kiril (Peklo) – nejmladší syn vévody Slavy, dvojče Anastasye, a vévodkyně Cate z Gryfa. Po vraždě jeho otce mu Sarah pomáhá dostat se do Sheoghu
- Sandor (Tvrz) – je nemanželské dítě vévody Slavy a jeho milenky, Elisabeth. Vždycky se tak i cítil, a tak z něj vyrostl výtržník. Útěchu našel ve společnosti skřeta Kraala, velitele vojsk rodu Gryfů, a své nevlastní sestry Iriny. Když se Irina provdala za vévodu z Vlčího vévodství, Sandor, opustil Svatou říši a vydal se hledat svůj osud v Kraalově vlasti napříč Nefritovým mořem.

## Dodatečně vydaný obsah

### Heroes VI: Odstíny temnoty
Heroes VI: Odstíny temnoty (Heroes VI: Shades of Darkness) první datadisk přidá do hry novou rasu, temné elfy, příběh, nové hrdiny, dvě nové kampaně (za Temné elfy a Nekromanty). Datadisk vyjde 2. května 2013.

### DLC
- Piráti barbarského moře (Pirates of the Savage sea) – vůbec první DLC celé série Heroes of Might and Magic. DLC obsahuje nové tažení, nové artefakty a nového hrdinu, piráta, Crag Hacka. DLC Vyšlo 12. července 2012.
- Tanec smrti (Danse Macabre) – DLC nabídne příběh za hrdinu Sandra, který se chce pomstít Ashanu a jeho dračím bohům. Kromě toho DLC nabízí artefaktovou sadu, jedinečnou budovu a nové hrdiny. DLC vyšlo 27. září 2012.